# Trou Caïman
Der Trou Caïman („Kaiman-Loch“) ist ein See in der Republik Haiti, der sich in der Gemeinde Thomazeau im Département Ouest befindet.

## Geographie
Der Süß- bis Brackwassersee liegt etwa 20 km nordöstlich der Hauptstadt Port-au-Prince. Er befindet sich wie diese in der Ebene Cul de Sac und auf einer Höhe von 12 m. Die Wasserfläche beträgt etwa 7,5 km². Auf der Ostseite liegt ausgedehntes Sumpfland und auch auf der Westseite befindet sich ein Sumpf. Zusammen mit diesen hat das Seegebiet eine Fläche von etwa 25 km².

## Flora und Fauna
Das Feuchtgebiet bildet zusammen mit dem Étang Saumâtre im Südosten und dem in der angrenzenden Dominikanischen Republik gelegenen Lago Enriquillo ein wichtiges Ökosystem.
Die Flora wird im Norden und Osten des Trou Caïman von Röhricht wie Rohrkolben insbesondere der Art Typha domingensis dominiert. In mit Gräsern bewachsenenen Randgebieten im Westen finden sich unter anderem Zypergräser, während am Südufer Gebüsch wächst. Zur vorkommenden Flora zählen zudem Mangroven und Mimosengewächse aus der Gattung Prosopis. Der größte Teil ehemaliger Mangrovenbestände wurde für den Bau von Eisenbahnstrecken, den Zuckerrohranbau und als Brennholz gerodet.
Der See wird von BirdLife International als Important Bird Area gelistet. An ihm finden sich über 100 Vogelarten, darunter auf Hispaniola und vorgelagerten Inseln endemische und von der IUCN als gefährdet (vulnerable) eingestufte wie der Haitisittich (Psittacara chloropterus), die Hispaniolaamazone (Amazona ventralis) und die Antillenkrähe (Corvus leucognaphalus). Weitere endemische Arten sind zudem der Breitschnabeltodi, der Palmschwätzer, der Dominikanermangokolibri und der Haitispecht.
Eine im See vorkommende Reptilienart ist die gefährdete Hispaniola-Schmuckschildkröte (Trachemys decorata).

## Wirtschaft
Der See wird von lokalen Fischern genutzt sowie zur Jagd auf Wasservögel. Das am See wachsende Schilf wird für die Herstellung von Dingen wie Körben und Matten verwendet. Um den See betriebene Landwirtschaft umfasst den Anbau von Zuckerrohr, Süßkartoffeln und Bohnen.